# Nathan Jones (Wrestler)
Nathan Jones (* 21. August 1970 in Gold Coast, Queensland) ist ein australischer Schauspieler, Kraftsportler und ehemaliger Wrestler.

## Leben

### Karriere als Wrestler
Nathan Jones wurde 1989 wegen achtmaligen bewaffneten Raubüberfalls zu 16 Jahren Gefängnis verurteilt, welche er nur teilweise verbüßen musste. Er verbrachte mehrere Jahre im Hochsicherheitsgefängnis Boggo Road Gaol in Queensland, wo er für seine Körperkraft und Aggressivität berüchtigt war. Während seiner Haft begann Nathan Jones mit Powerlifting und nahm nach seiner Entlassung als Australia’s Strongest Man 1995 an Strongman-Wettbewerben der World Strength Championship und World Musclepower Championship in Schottland teil, wo Magnus Samuelsson ihm bei einem spektakulären Armdrückwettkampf den Arm brach. Ein Jahr später trafen Jones und Samuelsson beim Wettbewerb World’s Strongest Man erneut aufeinander, welchen Jones mit dem 3. Platz in seiner Gruppe beendete. Aufgrund seiner beeindruckenden Physis mit 2,08 m Größe und 154 kg Gewicht erhielt Jones auf der Strong Man Tour den Titel „MegaMan“.
Später arbeitete er als Bodyguard für Rene Rivkin, einen australischen Unternehmer und Börsenmakler. Zu dieser Zeit begann seine Wrestlerkarriere. Er wurde vom „Ultimate Pro Wrestling“ unter der Leitung von Mike Bell trainiert und debütierte im Ring am 11. Oktober 1997 gegen Koji Kitao, gegen den er verlor. Anfangs kämpfte Jones bei den World Wrestling All-Stars (WWA). Am 7. April 2002 gewann er die WWA Heavyweight Championship. Als die WWA auch in Australien Shows veranstaltete, wurde er engagiert und gewann den Heavyweight Title, wodurch die World Wrestling Entertainment (WWE) erneut auf ihn aufmerksam wurde. Nachdem Einreiseprobleme aus der Welt geschafft worden waren, trat Jones in der WWE an, entschied jedoch im Dezember 2003 während einer Asientour, seine Laufbahn bei dieser Organisation zu beenden.
Im Oktober 2005 trat er kurzzeitig bei World Series Wrestling auf, bevor er seine Karriere endgültig beendete.

#### Titel
- World Wrestling All-Stars

- 1× WWA World Heavyweight Champion

- Pro Wrestling ZERO1-MAX

- 1× NWA Intercontinental Tag-Team Championship – mit Jon Heidenreich

### Karriere als Schauspieler

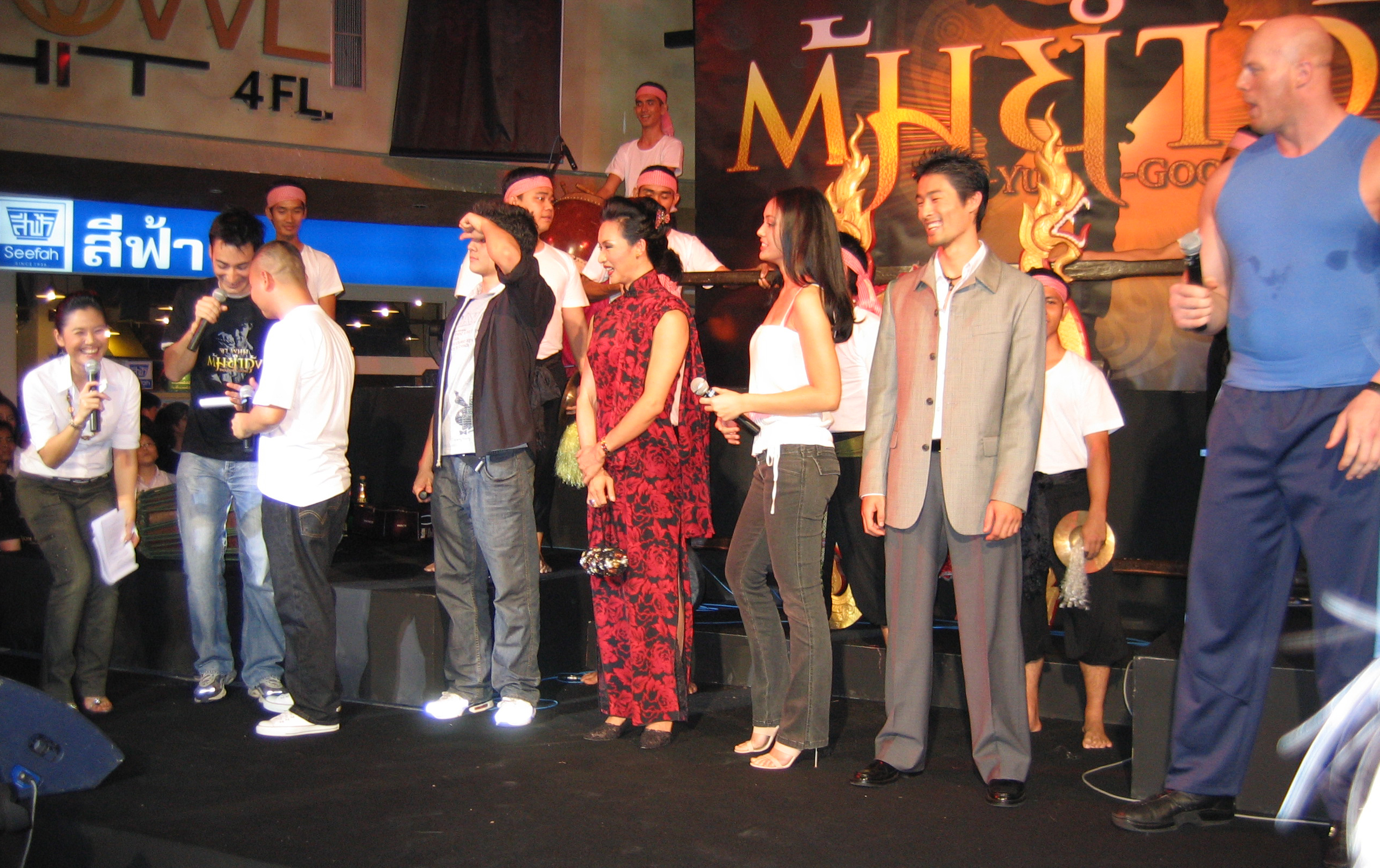
Pressekonferenz von Revenge of the Warrior – Tom Yum Goong; von links nach rechts: David Asavanond, Petchtai Wongkamlao (Mit dem Rücken zur Kamera), Jonathan Foo, Xing Jing, Bongkoj Khongmalai, Johnny Nguyen und Nathan Jones.

Seine erste prominentere Nebenrolle spielte Nathan Jones in Troja (Troy), wo er sich als Boagrius mit Achilles, gespielt von Brad Pitt, einen Kampf liefert. Neben Martial-Arts-Filmen, wie Jackie Chans Erstschlag oder Fearless mit Jet Li, spielte er auch neben Gérard Depardieu in Asterix bei den Olympischen Spielen. Seine erste Hauptrolle hatte er schließlich 2008 in der thailändischen Actionkomödie Somtum und wurde danach des Öfteren für die Rolle des Bösewichts in indischen und thailändischen Filmen verpflichtet. 2015 spielte er eine Nebenrolle in Mad Max: Fury Road.

## Filmografie (Auswahl)
- 1996: Jackie Chans Erstschlag (Police Story 4: First Strike)
- 1997: Flucht aus Sektor 7 (Doom Runners)
- 2004: Troja (Troy)
- 2005: Revenge of the Warrior – Tom Yum Goong (ต้มยำกุ้ง)
- 2006: Fearless
- 2007: Die Todeskandidaten (The Condemned)
- 2008: Asterix bei den Olympischen Spielen (Astérix aux Jeux Olympiques)
- 2008: Somtum
- 2011: Conan (Conan the Barbarian)
- 2014: Charlie’s Farm
- 2015: Bhooloham
- 2015: Mad Max: Fury Road
- 2016: Never Back Down: No Surrender
- 2016: A Flying Jatt
- 2017: Welcome to Purgatory II: The Journey to Hell (Dark Ascension)
- 2017: Boar
- 2018: In Like Flynn
- 2018: Scorpion King: Das Buch der Seelen (The Scorpion King: Book of Souls)
- 2021: Mortal Kombat
- 2022: Der Spinnenkopf (Spiderhead)
- 2024: Furiosa: A Mad Max Saga